# De optimo genere oratorum
De optimo genere oratorum (in italiano Sulla miglior arte dell'oratoria) è un trattato di genere retorico-politico scritto nel 46 a.C. circa da Cicerone. I temi, usati anche nell'Orator, vertono sulla questione delle idee di due correnti di retori riguardo al miglior modo di amministrare l'oratoria: gli atticisti e gli asiani.

## Tematiche
Di gran lunga importante è l'introduzione al libro di Cicerone. Egli dichiara di riconoscere l'asianesimo come miglior forma d'oratoria, mescolata a vari altri stili per costituire una molteplice e unica ottica del campo politico-retorico. Successivamente Cicerone passa a confutare due opere di Demostene ed Eschine, famosi oratori dell'antica Grecia. I libri sono Per la corona del primo e Contro Ctesifonte del secondo. Nella prima orazione Demostene denunciava pubblicamente il re Filippo il Macedone (padre di Alessandro Magno) per la sua condotta politica espansionistica che riguardava non solo le piccole terre circostanti la Macedonia, ma l'intera Grecia. Demostene non sopportava affatto questo e riteneva Filippo un vero e proprio nemico dello Stato, sebbene il re straniero mirasse solo ad agglomerare tutti gli stati vicini in un'unica unità. Infatti Eschine nella sua opera attacca il collega Demostene in quanto egli ciecamente osannava sé stesso e il popolo attico e riteneva di meritare la corona civica per le sue buone azioni nei confronti dello Stato. Ciò era un nuovo evento per i greci dato che una simile onorificenza era riservata solo per gente innanzitutto deceduta da anni e secondo che si era dimostrata veramente degna di riceverla. Oltre a ciò Eschine aggiunge il suo odio per Demostene in quanto tale filosofo, a discapito dell'altro, era di partito filomacedone ossia a favore di Filippo.

## Struttura
Cicerone analizza molti dei generi allora conosciuti dell'oratoria, confrontando varie tesi e orazioni di vari politici sia romani che greci. Tuttavia ognuno dei testi si contrappone all'altro e non si riesce a trovare un possibile principio di oratoria che sia uguale per tutti. Così Cicerone fa ammenda alle sue conoscenze e stabilisce i cinque principi cardinali di un'orazione (inventio, dispositio, elocutio, memoria e actio) e successivamente condanna lo stile asiano in quanto si basava solo sulla ricerca ed elaborazione di frasi e discorsi ampollosi e infiocchettati di belle parole per una causa, trascurando l'elemento più importante da esporre. Tornando indietro nel periodo dei grandi oratori della Grecia antica, Cicerone cita Lisia come il primo dei massimi esponenti della retorica, tuttavia questi, sebbene perspicace e pieno d'inventiva, cercava parole complesse e spesso inutili che non garantivano al discorso di scorrere pienamente, rendendolo difficile e freddo. Così Cicerone da costui passa alla politica di Atene, citando Demostene come il modello perfetto di oratore. Successivamente Cicerone passa a tradurre i due dibattiti di Demostene ed Eschine.